# Навчальний рік
Навча́льний рік — триває 9—10 місяців, розпочинається, як правило, 1 вересня і для студентів складається з навчальних днів, днів проведення контрольних заходів (модульного контролю та залікових тижнів), екзаменаційних сесій, практик, дипломного проєктування або науково-дослідної роботи, державної атестації, вихідних, святкових і канікулярних днів.